# مسجد باب دكالة
يقع مسجد باب دكالة في مراكش بالمغرب. يعود تاريخ تأسيسه إلى القرن السادس عشر. سُمّي باسم بوابة المدينة المجاورة (باب دكالة). يُعرف أيضًا باسم مسجد الحرة، نسبة إلى المشيدة له مسعودة الوزكيتية.

## تاريخ
بتكليف من مسعودة الوزكيتية زوجة محمد الشيخ (مؤسس الدولة السعدية)، ووالدة السلطان أحمد المنصور، في عهد السعديين. يُشير الإفراني بدأ بناء المسجد في سنة 1557م (965هـ) وربما انتهى حوالي 1570-1571 م (979 هـ).
في حين نجد ابن الموقت والناصري والدكتور محمد حجي يجعلون تاريخ البناء 1586م (995هـ). وبالرجوع إلى وثيقة التحبيس المؤرخة سنة 995هـ التي جاء فيها: [..... وتصير الأوقاف المذكورة يصرف خراجها ومستفادها في مصالح الجامع المذكور من مرتب أئمته وفقهائه وقرائه ومؤذنيه القيمين بسائر وظائفه وإجراء مائه، وإكمال بنائه، قالت ذلك وأشهدت به على نفسها حسبما وضعت به خاتمها المتضمن اسمها في أواسط شهر الله المحرم من عام خمسة وتسعين وتسعمئة]، نستخلص من هذه الوثيقة أن سنة 1586م (995هـ) هي سنة تأسيس الجامع.